# Achelia australiensis
Achelia australiensis är en havsspindelart som beskrevs av Stock, J.H. 1954. Achelia australiensis ingår i släktet Achelia och familjen Ammotheidae. Inga underarter finns listade i Catalogue of Life.